# Десантні катери проєкту 1176
Десантний катер проєкту 1176 (шифр «Акула») за класифікацією НАТО Ondatra-class — серія радянських, пізніше російських десантних катерів. Будувались для Радянського ВМФ й Російського ВМФ у період з 1971 до 2009 року на чотирьох суднобудівних заводах, у тому числі на суднобудівному заводі в Варні, Болгарія. Десантні катери цього проєкту використовувались як самостійно, так і для вивантаження десанту й техніки з Великих десантних кораблів проєкту 1174 й передбачався для Універсальних десантний кораблів проєкту 11780. Оскільки, універсальні десантні кораблі проєкту 11780 так і не були замовлені флотом, то кораблі проєкту 1174 залишились єдиним носієм катерів даного типу. Великий десантний корабель проєкту 1174 може прийняти на борт до шести таких катерів.

## Конструкція
Десантні катери проєкту 1176 мають відкритий трюм і носову апарель. Корпус катера виготовлено зі сталі, надбудова з алюмінієво-магнієвих панелей з протикульним і протиосколковим бронюванням ходової рубки. Висока маневреність забезпечується двома гребними гвинтами в роздільно-керованих поворотних насадках. Це дозволяє успішно виконувати десантно-транспортні операції у морського узбережжя, здійснювати вивантаження на необладнаний берег. Катери пристосовані для перевезення навантаженої колісної та гусінної техніки, яка самостійно виходить на берег через носову апарель, може буксирувати інші плавзасоби або використовуватись для поромних переправ. Розміри відкритого вантажного трюму складають: довжина — 12,5 м, ширина — 3,6 м, висота борту в трюмі — 2,2 м.

### Силова установка
На катери встановлювалися дизельні двигуни наступних типів:
- 3Д12 (2 x 300 к.с.);
- 3Д12А (Д-448, 2 x 300 к.с.);
- 3Д6С2 (Д-163, Д-184, Д-365, 2 x 150 к.с.);
- 3Д6С2-081 (Д-57, 2 x 150 к.с.).

Вироблення електроенергії забезпечує один дизель-генератор ДГР1А-16/1500-0М4 (16 кВт).

## Десантні можливості
Один основний бойовий танк Т-72 або 2 вантажних автомобілі ГАЗ-66, або до 50 тонн вантажу, або 20 людей десанту.

## Історія служби

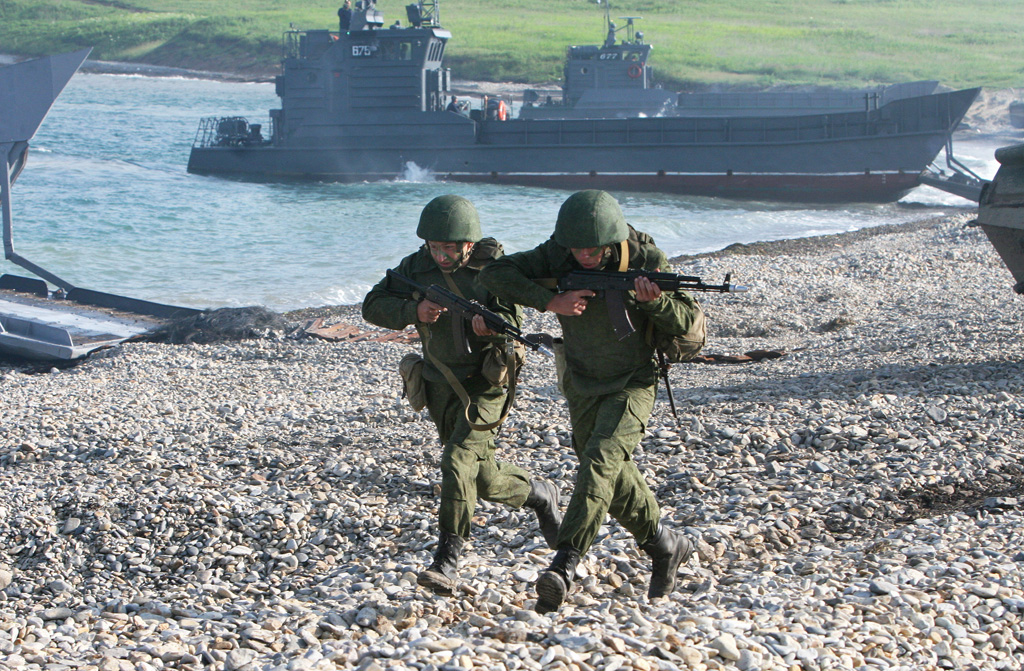
Висадка десанту на навчаннях

До складу Чорноморського флоту у 1979 — 1991 роках було введено 10 катерів цього типу. Один катер («Д-305», 1979 р.в.) на початку 1990-х років був переданий до складу Військово-морських сил України. У переліку суден ВМСУ значився як рейдова суховантажна баржа «Сватове». Станом на 23 березня 2014 року базувався у Очакові.
Станом на 2015 рік у складі 100-ї бригади десантних кораблів Тихоокеанського флоту, яка базується у Фокіно, залишається три катери, які активно використовуються під час навчань при десантуванні на полігони. Один з катерів щорічно бере участь у театралізованому шоу до дня військово-морського флоту у Владивостоці, як морський дракон.

### Російсько-українська війна
30 червня 2022 в акваторії Маріуполя підірвався на міні російський десантний катер проєкту 1176 «Акула» чорноморського флоту Д-106.
10 листопада 2023 року стало відомо що два російський десантні катери проєкту 1176 «Акула» та проєкту 11770 «Серна» були атаковані, в районі бухти Вузька що в Криму, українським дроном-камікадзе, в результаті катери отримали пошкодження та потонули.

## Склад серії
У період з 1971 до 2009 року різним замовникам було передано близько 40 суден даного типу, при цьому в період до 1995 року для Радянського й Російського флотів на Азовському ССЗ (з 1993 року - Азовська судоверф, г. Азов) було побудовано 25 кораблів цього типу. Крім того, як мінімум 3 судна були збудовані у період з 1995 до 2009 року на суднобудівному заводі «Вимпел» (м. Рибінськ), одне судно було збудоване в 2007 році на Східній верфі (м. Владивосток). Перелік суден цього проєкту наведено у таблиці нижче, проте він неповний.

### Азовська корабельня[ru]
| Назва  | Бортовий №                                        | Заводський № | Закладено       | Спуск на воду   | Введення до складу | Флот | Доля |
| ------ | ------------------------------------------------- | ------------ | --------------- | --------------- | ------------------ | ---- | --- |
| Д-335  | 529(1990)                                         | 4001         |                 |                 | 1 грудня 1971      | ЧФ   | списано 19.04.1990 |
| Д-236  | 571, 574(1984), 526(1990)                         | 4002         |                 |                 | 1 грудня 1974      | ЧФ   | списано 24.08.1993 |
| Д-237  | 569, 576(1984), 527(1990)                         | 4003         |                 |                 | 1 грудня 1974      | ЧФ   | з 1992 року «MDK-01» у складі ВМС Грузії |
| Д-393  | 564, 582(1984)                                    | 4004         |                 |                 | 1 грудня 1976      | ЧФ   | списано 24.08.1993 |
| Д-392  |                                                   | 4005         |                 |                 | 30 грудня 1975     | КФл  | списано 30.07.1996 |
| Д-634  | 562, 584(1984), 531(1990)                         | 4006         |                 |                 | 1 червня 1976      | ЧФ   | списано 24.08.1993 |
| Д-395  |                                                   | 4007         |                 |                 | 1 грудня 1975      | ПФ   | списано 4.08.1995 |
| Д-704  | 640(2000)                                         | 4008         |                 |                 | 30 червня 1976     | ТОФ  | в строю |
| Д-705  |                                                   | 4009         |                 |                 | 1 вересня 1976     | БФ   | списано 4.08.1995 |
| Д-706  |                                                   | 4010         |                 |                 | 1 грудня 1976      | БФ   | списано 4.08.1995 |
| Д-441  |                                                   | 4011         |                 |                 | 30 квітня 1977     | ПФ   | списано 16.03.1998 |
| Д-444  | 720(2002)                                         | 4012         |                 |                 | 22 жовтня 1977     | БФ   | списано 10.04.2002 |
| Д-448  | 751(2002)                                         | 4013         |                 |                 | 30 жовтня 1977     | БФ   | списано 10.04.2002 |
| Д-280  |                                                   | 4014         |                 |                 | 30 червня 1978     | ПФ   | списано 30.07.1996 |
| Д-282  |                                                   | 4015         |                 |                 | 30 вересня 1978    | ТОФ  | списано 3.05.2001 |
| Д-286  | 713(1993)                                         | 4016         |                 |                 | 30 листопада 1978  | БФ   | списано 16.03.1998 |
| Д-289  | 533(1990)                                         | 4017         |                 |                 | 1979               | ЧФ   | списано 5.07.1994 |
| Д-305  | 559, 571(1984), 537(1997)                         | 4018         |                 |                 | 1 грудня 1979      | ЧФ   | з 1997 року «Сватове» у складі ВМС України (до 1.11.1997 Д-305, з 7.10.1998 Сватове 537, з 1998 U430, потім рейдова сухогрузна баржа U763, потім повернуто клас десантних катерів) |
| Д-306  | 614                                               | 4019         |                 |                 | 1 грудня 1980      | КФл  | списано 30.06.1993 |
| Д-70   | 677(2000)                                         | 4020         |                 |                 | 30 липня 1981      | ТОФ  | в строю |
| «Азов» |                                                   | 4021         |                 |                 | 25.06.1981         | БФ   | Після списання використовується як цивільне судно «Азов» у ЦНДІ «Гідроприлад», 06.2005 модернізовано за пр.1176/1 на Новоладозькому ССЗ                                            |
| Д-464  | 590(2000)                                         | 4024         |                 |                 | 30 серпня 1985     | ПФ   | в строю |
| Д-465  | 746(2007)                                         | 4025         | 28 квітня 1986  | 29 вересня 1986 | 30 грудня 1986     | БФ   | в строю |
| Д-263  | 584, 532(1990), 539(2005)                         | 4026         |                 |                 | 30 листопада 1987  | ЧФ   | списано 2008 |
| Д-295  | 535(1990), 542(2010)                              | 4027         |                 |                 | 30 грудня 1989     | ЧФ   | списано 2010 (у резерві) |
| Д-460  | 560(1989), 534(1990), 541(2005)                   | 4028         |                 |                 | 30 червня 1989     | ЧФ   | сипсано 22.06.2005 |
| Д-325  | 799(1996), 766(2016)                              | 4029         | 15 березня 1990 | 30 серпня 1990  | 30 грудня 1991     | БФ   | в строю |
| Д-148  | 578(2000)                                         | 4030         |                 |                 | 30 вересня 1993    | ПФ   | в строю |
| Д-365  | Профессор А.Е.Катков(2013), 612?(2015), 765(2016) | 4031         |                 |                 | 1994               | БФ   | в строю |
| Д-182  | 533(2000)                                         | 4032         |                 |                 | 15 серпня 1996     | ПФ   | в строю |
| Д-185  | 642(2011)                                         | 4034         |                 |                 | 30 грудня 2000     | КФл  | в строю |
| Д-254  |                                                   |              |                 |                 |                    |      | |
| Д-288  | 722(1990)                                         |              |                 |                 |                    |      | |
| Д-293  | 530(1990)                                         |              |                 |                 |                    | ЧФ   | з 1992 року «MDK-02» у складі ВМС Грузії |
| Д-304  | 568, 528(1990)                                    |              |                 |                 | 30 грудня 1978     |      | списано 16.03.1998 |
| Д-722  |                                                   |              |                 |                 |                    |      | |

Два додаткові катери, імовірно Азовські № 4022 та 4023, були експортовані до Північного Ємену у 1981.

### Рибінська корабельня
| Назва    | Бортовий №                        | Заводський № | Закладено | Спуск на воду   | Введення до складу | Флот        | Доля                                                                                 |
| -------- | --------------------------------- | ------------ | --------- | --------------- | ------------------ | ----------- | ------------------------------------------------------------------------------------ |
| ПСКА-771 | 682(1999)                         | 03701        |           |                 | 1995               | БОХР ПС ФСБ | в осушці                                                                             |
| ПСКА-772 | 683(2009)                         | 03702        |           |                 | 1995               | БОХР ПС ФСБ | в осушці                                                                             |
| ПСКА-?   | 570?(2010), 543?(2013), 653(2016) | 03703        |           | 15 вересня 2009 | 23 серпня 2009     | ЧФ          | добудовано Сокольське, Сокольська судоверф, з 10.09.2008 - Д-106, знищено 30.06.2022 |

### Східна корабельня[ru]
| Назва | Бортовий № | Заводський № | Закладено | Спуск на воду | Введення до складу | Флот | Доля    |
| ----- | ---------- | ------------ | --------- | ------------- | ------------------ | ---- | ------- |
| Д-57  | 675(2008)  | 201          | 2005      |               | 23 листопада 2007  | ТОФ  | в строю |

### Сокольська судоверф
| Назва                  | Бортовий № | Заводський № | Закладено | Спуск на воду | Введення до складу | Флот | Доля                                     |
| ---------------------- | ---------- | ------------ | --------- | ------------- | ------------------ | ---- | ---------------------------------------- |
| Д-163 «Николай Рубцов» | 555        |              | 2005      |               |                    | СФ   | в строю                                  |
| Д-184                  |            |              | 2008      |               |                    |      | в строю                                  |
| Д-106                  | 543        |              | 2008      |               |                    |      | знищено 30.06.2022, відновлено 2.10.2024 |

### Флотський арсенал
Варна, Болгарія
| Назва | Бортовий № | Заводський № | Закладено | Спуск на воду | Введення до складу | Флот | Доля |
| ----- | ---------- | ------------ | --------- | ------------- | ------------------ | ---- | ---- |
| Д-    |            | С-1          |           |               | 1987               |      |      |